# Tomáš Baťa
Pour les articles homonymes, voir Bata.
Tomáš Baťa (né le 3 avril 1876 à Zlín, Moravie - mort le 12 juillet 1932) était un entrepreneur tchèque, fondateur du groupe industriel des Chaussures Bata, l'une des plus grandes sociétés multinationales de distribution et de fabrication de chaussures.

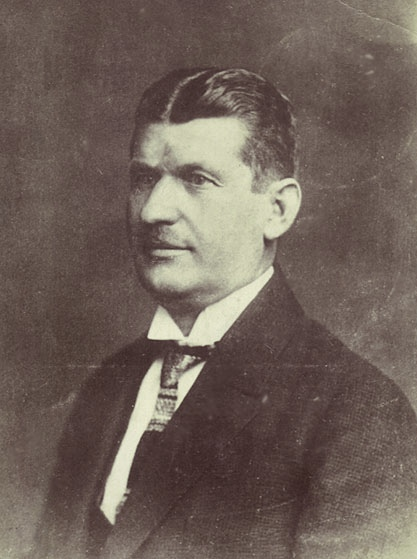
Tomas Bata
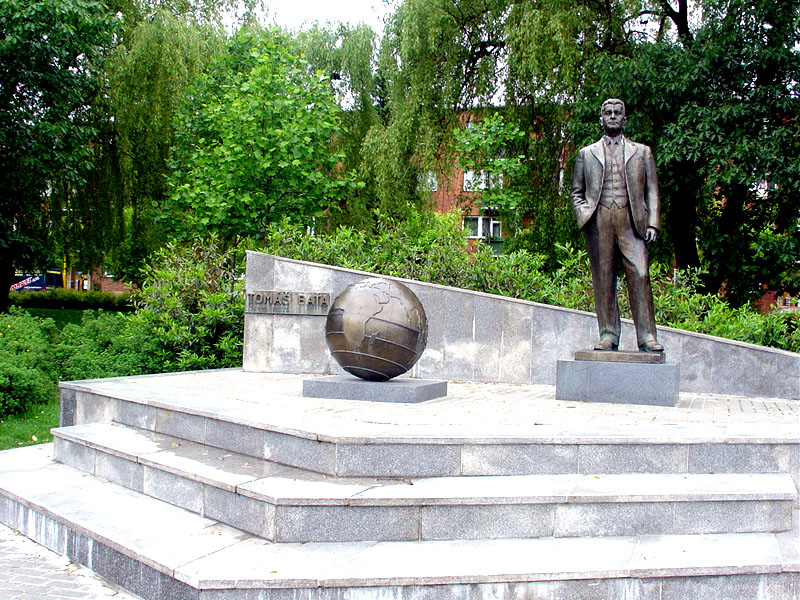
Statue de Tomáš Baťa à Otrokovice

Il a fondé plusieurs usines avec leurs cités ouvrières, parmi lesquelles Bataville, située dans le petit bourg de Moussey, en Lorraine en 1931.
Usines

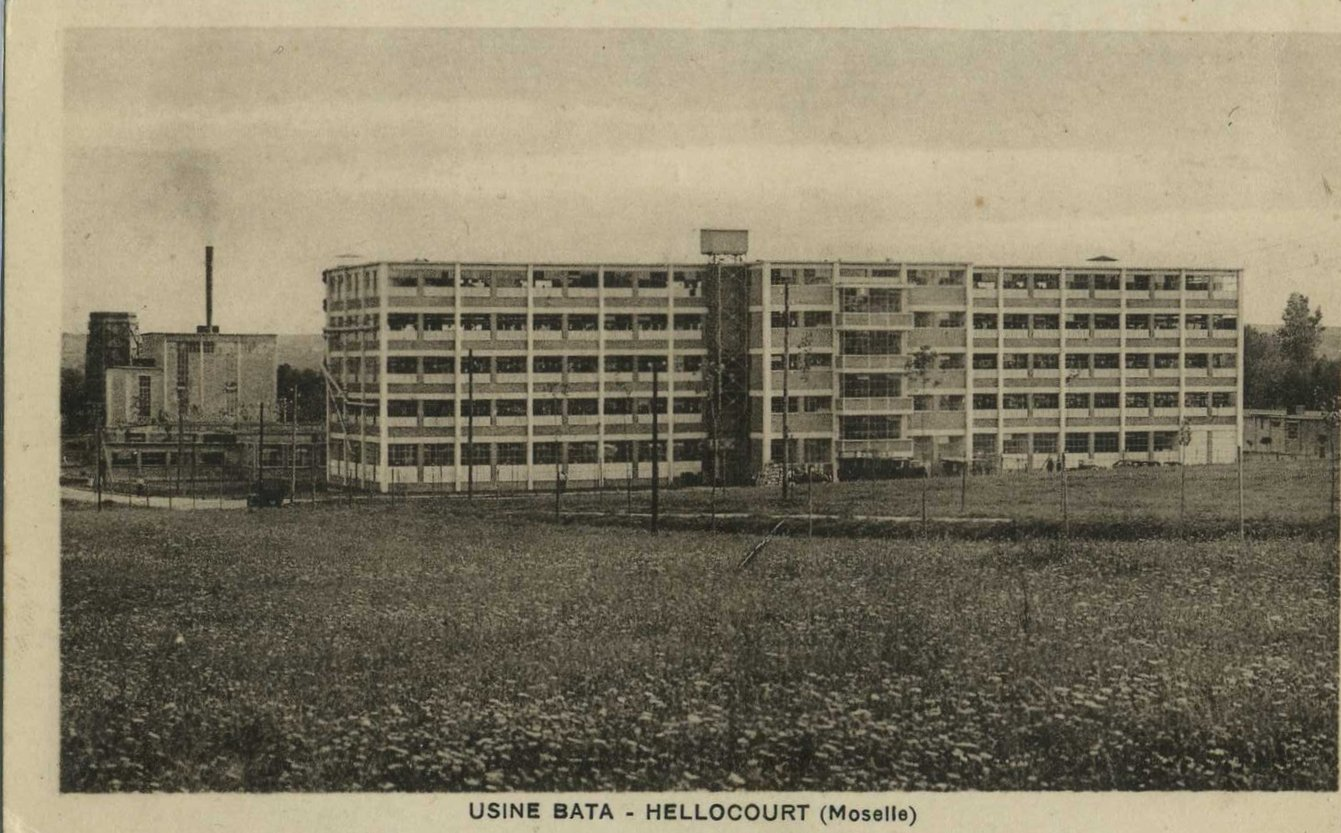
L'usine de Bataville, Lorraine, France, vers 1940.
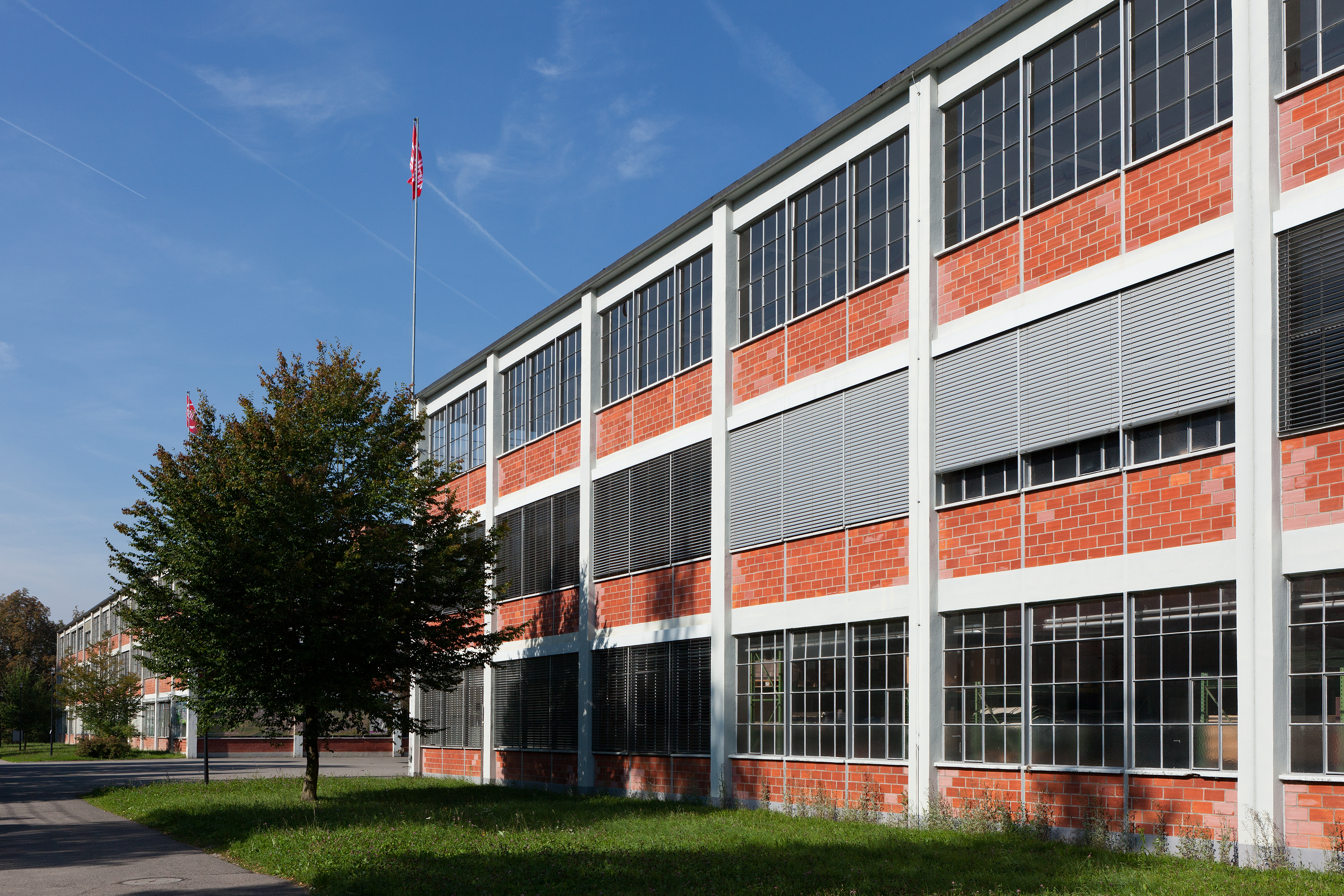
L'usine de Bata-Park à Möhlin en Suisse
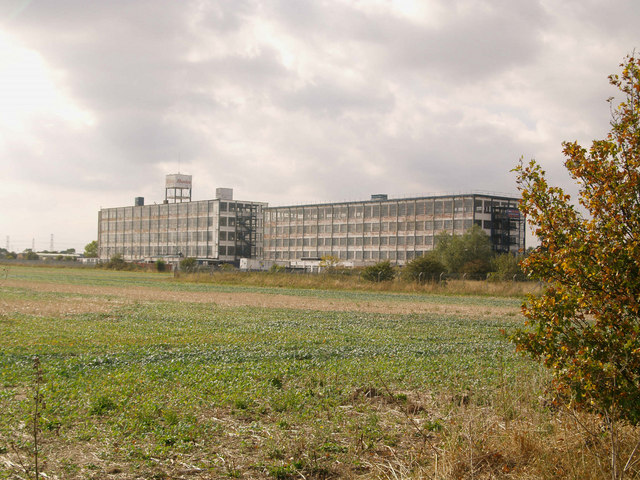
L'usine de Bata Estate à Tilbury en Angleterre.
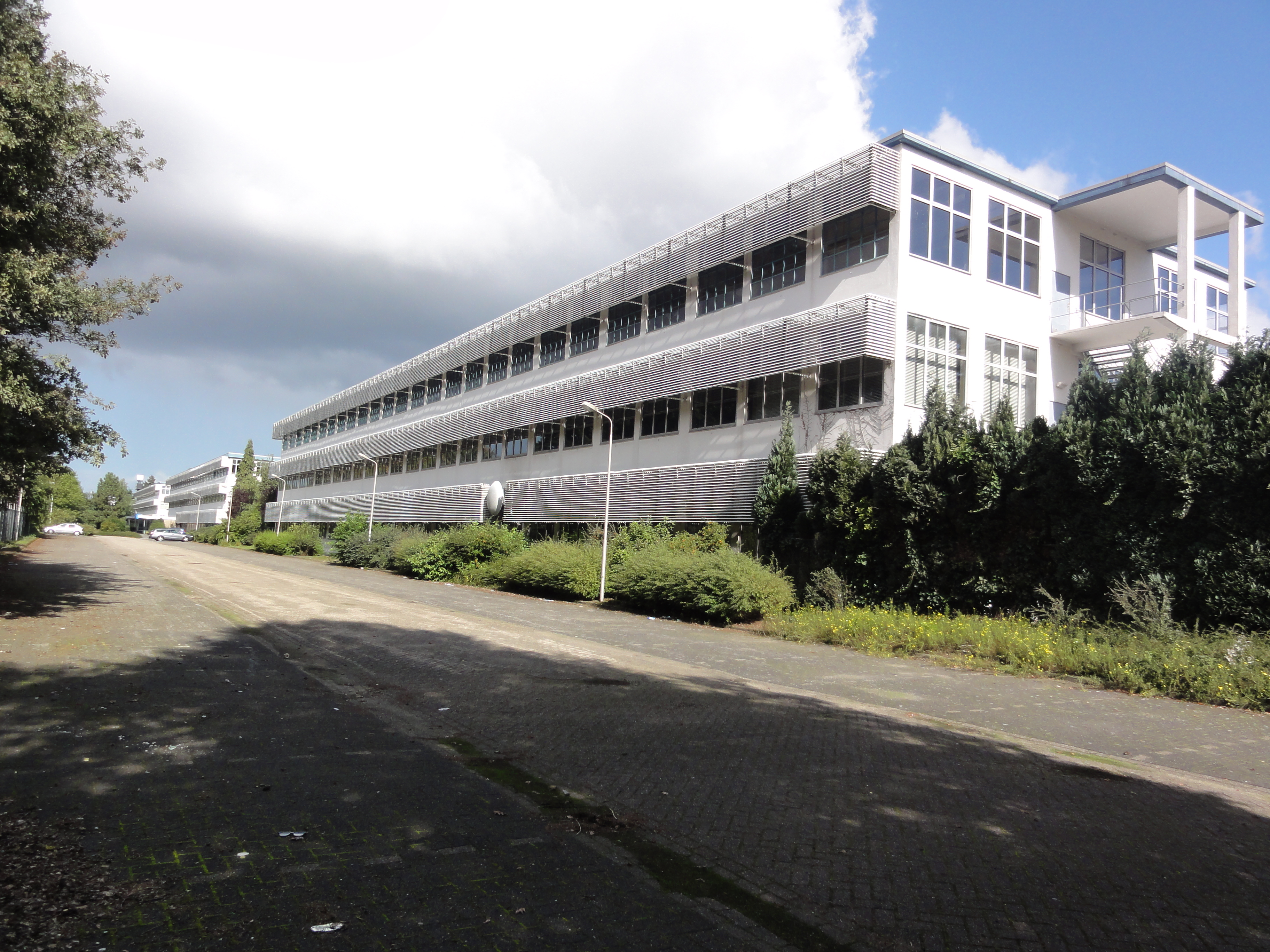
Les trois usines de Batadorp à Best, aux Pays-Bas.
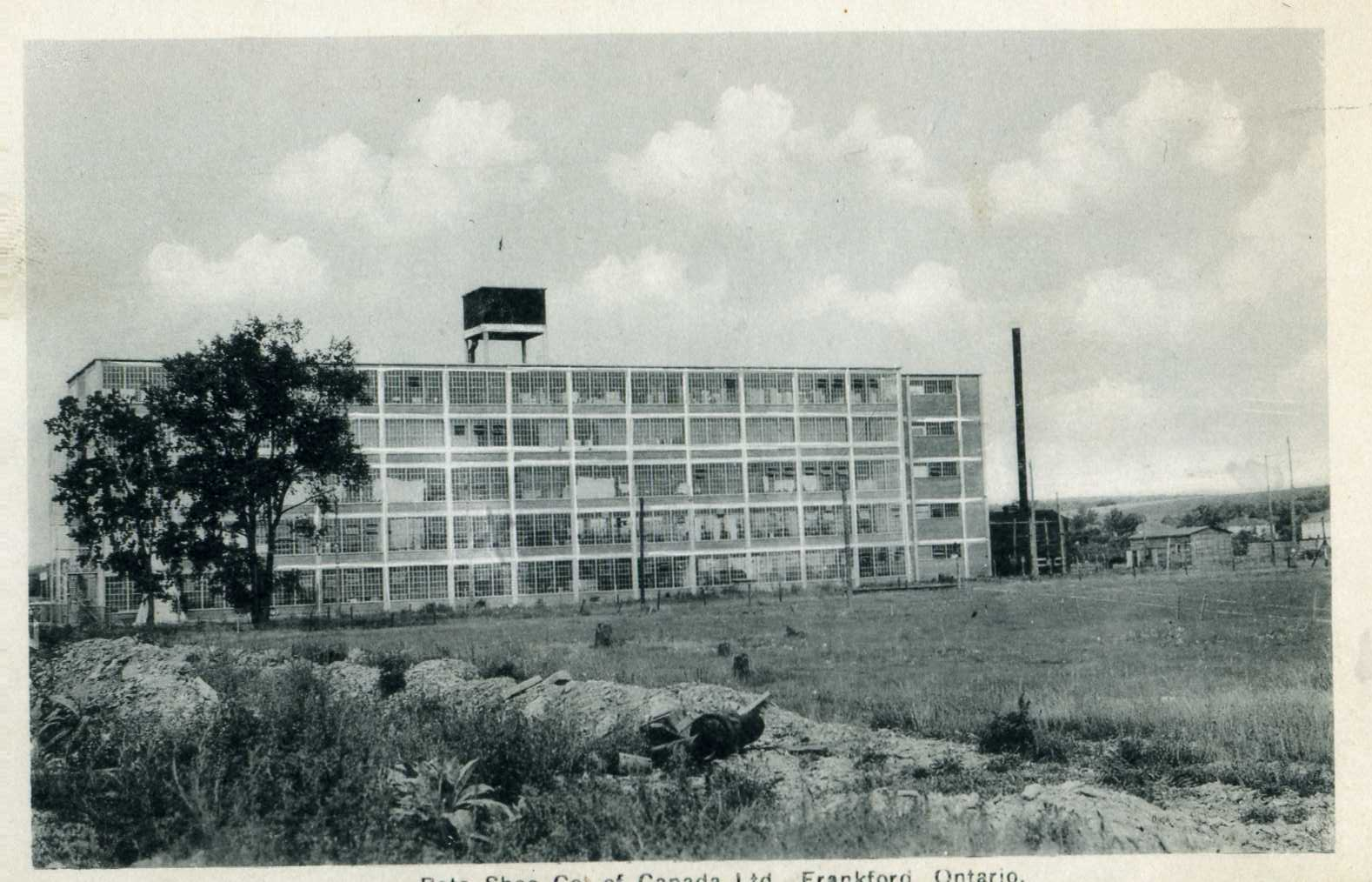
L'usine de Batawa au Canada.